# Dawid Szulczek
Dawid Szulczek (Świętochłowice, 26 gennaio 1990) è un allenatore di calcio polacco, tecnico del Ruch Chorzów.

## Caratteristiche tecniche
Sebbene non abbia un particolare modulo preferito, Szulczek predilige una difesa a 3 con mentalità offensiva e improntata sul possesso palla.

## Carriera

### Gli esordi da vice
Inizia a lavorare come allenatore molto giovane, all'età di 23 anni, come assistente al Górnik Wesoła. Dopo appena un anno passa al Rozwój Katowice, dove rimane tre anni prima come vice allenatore e poi come traghettatore nel finale di stagione. Nel corso di questi anni, ha la possibilità di calcare i campi di I e II liga, rispettivamente seconda e terza divisione polacca. 
Le buone voci che circolano su di lui fanno sì che Artur Skowronek, allenatore del Wigry Suwałki, lo scelga come suo vice. Con i biancoblu ottiene un sesto posto in classifica, uno dei massimi risultati raggiunti dalla squadra della Podlachia.
Nel 2018-2019 rimane in I liga, ancora come vice di Skowronek, allo Stal Mielec. I due mettono insieme un'altra ottima stagione, ma il terzo posto alle spalle di Raków Częstochowa e ŁKS non basta per la promozione in Ekstraklasa. 
Promozione che, de facto, arriva con l'ingaggio da parte del Wisła Kraków, storico club di prima divisione, dove ancora in coppia hanno la possibilità di esordire in massima serie. Il campionato non è dei migliori, ma vede comunque la Biała Gwiazda ottenere la salvezza. 

### Il debutto come primo allenatore
Terminato il rapporto con il Wisła, le strade dei due tecnici si separano e Szulczek tenta la carriera da primo allenatore, facendo ritorno al Wigry Suwałki, nel frattempo sceso in II liga. Il primo anno da tecnico si rivela abbastanza positivo, con il raggiungimento del terzo posto e la qualificazione ai play-off promozione. Il 15 giugno, tuttavia, incappa in una sconfitta ai calci di rigore contro il KKS Kalisz in semifinale. 
La stagione successiva vede i biancoblu in posizione di metà classifica, quando a novembre, a seguito dell'esonero di Piotr Tworek, Szulczek riceve la chiamata in Ekstraklasa da parte del Warta Poznań. Firma così con gli zieloni, diventando il tecnico più giovane (31 anni) della massima serie polacca. 
Le prime due gare, contro Wisła Płock e Lech Poznań, lo vedono portare a casa zero punti, rendendo quasi un miraggio la salvezza dei suoi. A partire dalla gara successiva tuttavia, il Warta inanella una serie di risultati clamorosamente positivi, fra cui le vittorie contro Slask Wroclaw e Legia Varsavia, che portano momentaneamente gli zieloni fuori dalla zona retrocessione. 
Le sue buone prestazioni gli valgono il rinnovo di contratto fino al 2024, firmato il 1º aprile 2022.